# Kenya i olympiska sommarspelen 1992
Kenya deltog i de olympiska sommarspelen 1992 med en trupp bestående av tre deltagare, och totalt tog landet åtta medaljer.

## Boxning
Lätt flugvikt
- James Wanene
  - Första omgången — Förlorade mot Roel Velasco (PHI), 1:16

Bantamvikt
- Benjamin Ngaruiya
  - Första omgången — Förlorade mot Javier Calderón (MEX), 4:16

Weltervikt
- Nick Odore
  - Första omgången — Besegrade José Guzman (VEN), RSCH-2
  - Andra omgången — Förlorade mot Arkhom Chenglai (THA), 10:13

Tungvikt
- Joseph Akhasamba
  - Första omgången — Bye
  - Andra omgången — Förlorade mot Kirk Johnson (CAN), RSC-2

Supertungvikt
- David Anyim
  - Första omgången — Bye
  - Andra omgången — Förlorade mot Gytis Juškevičius (LTU), RSCI-2 (01:38)

## Friidrott
Herrarnas 100 meter
- Kennedy Ondieki
  - Heat — 10,60 (→ gick inte vidare)

Herrarnas 4 x 400 meter stafett
- David Kitur, Samson Kitur, Simeon Kipkemboi och Simon Kemboi
  - Heat — 2:59,63
- Samson Kitur, Abednego Matilu, Simeon Kipkemboi och Simon Kemboi
  - Final — fullföljde inte (→ ingen placering)

Herrarnas 5 000 meter
- Paul Bitok
  - Heat — 13:36,81
  - Final — 13:12,71 (→  Silver)

- Yobes Ondieki
  - Heat — 13:31,88
  - Final — 13:17,50 (→ 5:e plats)

- Dominic Kirui
  - Heat — 13:24,21
  - Final — 13:45,16 (→ 14:e plats)

Herrarnas 10 000 meter
- Richard Chelimo
  - Heat — 28:16,39
  - Final — 27:47,72 (→  Silver)

- William Koech
  - Heat — 28:06,86
  - Final — 28:25,18 (→ 7:e plats)

- Moses Tanui
  - Heat — 28:24,07
  - Final — 28:27,11 (→ 8:e plats)

Herrarnas maraton
- Boniface Merande — 2:15,46 (→ 14:e plats)
- Douglas Wakiihuri — 2:19,38 (→ 36:e plats)
- Ibrahim Hussein — 2:19,49 (→ 37:e plats)

Herrarnas 400 meter häck
- Erick Keter
  - Heat — 48,28
  - Semifinal — 49,01 (→ gick inte vidare)

- Barnabas Agui Kinyor
  - Heat — 48,90
  - Semifinal — 49,52 (→ gick inte vidare)

- Gideon Yego
  - Heat — 49,23 (→ gick inte vidare)

Herrarnas längdhopp
- James Sabulei
  - Kval — 7,50 m (→ gick inte vidare)

- Benjamin Koech
  - Kval — 7,44 m (→ gick inte vidare)

Damernas 800 meter
- Gladys Wamuyu
  - Heat — 2:03,01 (→ gick inte vidare)

Damernas 10 000 meter
- Tegla Loroupe
  - Heat — 32:34,07
  - Final — 32:53,09 (→ 17:e plats)

- Lydia Cheromei
  - Heat — 33:34,05 (→ gick inte vidare)

Damernas maraton
- Pascaline Wangui — 2:56,46 (→ 28:e plats)